# Нижня Печеньга
Нижня Печеньга́ (рос. Нижняя Печеньга) — присілок у складі Тотемського району Вологодської області, Росія. Входить до складу П'ятовського сільського поселення.
Стара назва — Нижня Печенга.

## Населення
Населення — 21 особа (2010; 37 у 2002).
Національний склад (станом на 2002 рік):
- росіяни — 100 %